# SHINPUU 銀シャリ×藤崎マーケットの◎本の矢
『SHINPUU 銀シャリ×藤崎マーケットの◎本の矢』（しんぷう ぎんシャリ ふじさきマーケットのまるほんのや）は、関西テレビで2011年10月6日から同年12月22日まで毎週木曜日24:35 - 25:00（ヨルパチーノ枠1部）に放送されていたバラエティ番組。全12回。

## 概要
銀シャリ、藤崎マーケットの冠番組。
関西テレビで2011年4月4日から4月14日までの2週に渡り実施された、関西の若手芸人8組と若手ディレクターが4つチームに分かれて番組を制作してレギュラー化の権利をかけて競う企画『SHINPUU〜ニュージェネレーション!新番組争奪バトル〜』で、銀シャリ、藤崎マーケットと茂野悠介ディレクターが組んだ「銀シャリ×藤崎マーケットの○本の矢」が優勝、レギュラー番組化されたもの。
レギュラー開始にあたって『カキューン!!』で特別番組が放送された（#放送リスト参照）。

## 内容
毛利元就の「3本の矢」のエピソードにちなんだ「どんな試練にもみんなが協力して立ち向かえば必ずクリアできる」というコンセプトのもと、銀シャリ、藤崎マーケットが毎回100人の協力者（学生・OL・モデル・芸人など）と共に2つの試練に挑む。2つの試練を終えた後、出演芸人が100万円のほか豪華商品が当たるダーツに挑戦する。投げられる矢の本数は、試練終了時点で残った協力者の数により決定する。100万円獲得のために、より少ない人数で試練クリアを目指す。
○本の矢ルール
- 100人の協力者と共に2つの試練をクリアする。
- 前の試練で使った人は後の試練で使うことはできない。
- 試練終了時点の残り人数10人につき1本の矢を進呈。

## 出演者
- 銀シャリ（鰻和弘、橋本直）
- 藤崎マーケット（田崎佑一、藤原時）
- 100人の矢（人）

進行
- 高橋真理恵（関西テレビアナウンサー）

ゲスト
- 楠木早紀（#3）
- ツートン青木（#4）
- かまいたち（#5）
- からくりどーる（#9）
- げんき〜ず（#11）
- 室谷直希（#12）

## 放送リスト
| 回 | 放送日         | 試練 |
| -- | -------------- | --- |
| 1  | 2011年 10月6日 | - 落ちてくる150kgの大玉を止めろ！ - ヘディングでつないでホームランにしろ！                                                                          |
| 2  | 10月13日       | - 乳首ネットで200キロの豪速球を止めろ！ - 世界の缶詰280種類を食いつくせ！                                                                           |
| 3  | 10月20日       | - 百人一首の達人に勝て！ - 玉入れ最強チームに勝て！                                                                                                 |
| 4  | 10月27日       | - ツートン青木にものまねラリーで勝て！ - ドッジボール最強チームに勝て！（高槻ドッジボールクラブ）                                                   |
| 5  | 11月3日        | - バレーボール日本一・堺ブレイザーズの120キロアタックを返せ！ - 大阪大学クイズ研究会となぞなぞ対決で勝て！                                          |
| 6  | 11月10日       | - 重機の達人が動かすショベルカーより早くトラックに土を運べ！ - ストラックアウトを1発で9枚抜きせよ！                                                 |
| 7  | 11月17日       | - セパタクロー最強チームから1点を奪え！（SUITAKRAW） - ハバネロ超え！超激辛カレーを食いつくせ！                                                     |
| 8  | 11月24日       | - 20メートルの高さから落ちてくるけん玉を刺せ！ - 大学日本一のサッカーチームから得点を奪え！（関西大学サッカー部）                                   |
| 9  | 12月1日        | - 学生最強相撲部に勝て（近畿大学相撲部、中村圭之介） - 最高にウザいマジックのタネを見破れ（からくりどーる）                                         |
| 10 | 12月8日        | - プロバスケットチームから点を取れ（大阪エヴェッサ） - いらない物を売って1万円を超えろ（創庫生活館）                                                |
| 11 | 12月15日       | - 芸能界最速!げんき〜ず宇野にマラソンで勝て!（げんき〜ず） - 石川遼選手のパット記録15mからカップインせよ!                                           |
| 12 | 12月22日       | - ミニクーパーに25人乗りこみギネス記録を破れ！ - 1分間でバナナを4本食べてギネス記録を破れ！ - けん玉を100人同時に剣先に刺してギネス記録を樹立せよ！ |

レギュラー放送以前
- 『SHINPUUニュージェネレーション! 新番組争奪バトル 銀シャリ×藤崎マーケットの○本の矢』

2011年4月7日（木）25:05 - 25:35、4月14日（木）25:50 - 25:20
- 『カキューン!! 銀シャリ×藤崎マーケットの◎本の矢 レギュラー直前SP』

2011年9月29日（木）25:00 - 25:30

## スタッフ
- ナレーション：北又チュン
- 構成：くらやん
- リサーチ：溝上清加
- CAM：青木一弘、藤原祐司
- CG：JIKAN Design
- タイトル：兵頭和也
- 編成：南知宏、
- 協力：関西東通、ビデオユニテ、CARROT、D-REC、東京衣装、POWER STATION
- 制作協力：吉本興業、メディアプルポ
- プロデューサー：梅田一路、竹本聡志
- ディレクター：茂野悠介、植田政成、谷村洋平
- 制作・著作：関西テレビ

## 放送局
| 放送対象地域   | 放送局       | 放送期間                       | 放送日時           | 備考    |
| -------------- | ------------ | ------------------------------ | ------------------ | ------- |
| 近畿広域圏     | 関西テレビ   | 2011年10月6日 - 2011年12月22日 | 木曜 24:35 - 25:00 | 制作局  |
| 岡山県・香川県 | 岡山放送     | 2011年10月17日 - 2012年1月16日 | 月曜 25:30 - 26:25 | 2週遅れ |
| 広島県         | テレビ新広島 | 2011年10月13日 - 2012年1月12日 | 木曜 24:55 - 25:20 | 2週遅れ |